# Psokształtne
Psokształtne (Caniformia) – podrząd ssaków z rzędu drapieżnych (Carnivora).

## Podział systematyczny
Do podrzędu zaliczane są następujące występujące współcześnie infrarzędy, nadrodziny i rodziny:
- Podrząd: Caniformia M. Kretzoi, 1938 – psokształtne
  - Infrarząd: Cynoidea W.H. Flower, 1869
    - Rodzina: Canidae G. Fischer, 1817 – psowate

  - Infrarząd: Arctoidea W.H. Flower, 1869
    - Parworząd: Ursida G. Fischer, 1817

    - Rodzina: Ursidae G. Fischer, 1817 – niedźwiedziowate

    - Parworząd: Pinnipedia Illiger, 1811  – płetwonogie

    - Rodzina: Otariidae J.E. Gray, 1825 – uchatkowate
    - Rodzina: Odobenidae J.A. Allen, 1880 – morsowate
    - Rodzina: Phocidae J.E. Gray, 1821 – fokowate

    - Parworząd: Mustelida G. Fischer, 1817 – łasicokształtne

    - Rodzina: Ailuridae J.E. Gray, 1843 – pandkowate
    - Rodzina: Mephitidae Bonaparte, 1845 – skunksowate
    - Rodzina: Mustelidae G. Fischer, 1817 – łasicowate
    - Rodzina: Procyonidae J.E. Gray, 1825 – szopowate

Do podrzędu należą również rodzaje wymarłe nie sklasyfikowane w żadnym z powyższych taksonów:
- Eodesmatodon Zheng Jiajian & Chi Hungxiang, 1978[7] – jedynym przedstawicielem był Eodesmatodon spanios Zheng Jiajian & Chi Hungxiang, 1978
- Lycophocyon Tomiya, 2011[8]
- Peignictis Bonis, Gardin & Blondel, 2019[9] – jedynym przedstawicielem był Peignictis pseudamphictis Bonis, Gardin & Blondel, 2019